# خوسيه نافاس
خوسيه نافاس (بالإسبانية: José Navas) هو مصمم رقص وسياسي إسباني، ولد في 10 يناير 1965 في كاراكاس في فنزويلا. انتخب عضو مجلس النواب الإسباني ‏.

## وصلات خارجية
- الموقع الرسمي